# Seredyna-Buda
Seredyna-Buda (ukrajinsky Середи́на-Бу́да, rusky Сере́дина-Бу́да) je město na Ukrajině v Sumské oblasti. V roce 2022 v něm žilo asi 6,9 tis. obyvatel, čímž šlo o druhé největší město v Šostském rajónu. Město leží na hranici s Ruskem.
Město bylo založeno starověrci v 17. století, kteří přišli z okolí Starodubu. Podle pověsti je vedl kozák Sereda, po kterém má být město pojmenováno. V druhé polovině 18. století se ve městě začal rozvíjet průmysl a obchod. V roce 1858 ve městě žilo téměř 5 tis. obyvatel. V roce 1895 byla do města přivedena železnice. 
Za druhé světové války bylo město okupováno nacistickým Německem, na jeho předměstí byl vybudován koncentrační tábor. V roce 1964 získalo statut města. V roce 1989 mělo město již asi 8,5 tis. obyvatel. Hned po začátku ruská invaze na Ukrajinu bylo město 24. února 2022 obsazeno ruskou armádou, ta se však 8. dubna 2022 stáhla a město bylo osvobozeno.
V městě se narodil sovětský disident a diplomat Sergej Adamovič Kovaljov, nositel Řádu Tomáše Garrigua Masaryka II. třídy.